# Caerleon
Caerleon (em galês:  Caerllion) é uma vila suburbana e uma comunidade galesa, situada às margens do Rio Usk, ao norte da cidade de Newport, Gales do Sul. É um local de grande importância arqueológica, pois foi durante muitos séculos sítio duma notável fortaleza romana, Isca Augusta ou Isca dos Siluros (em latim: Isca Silurum) e de um fortificação em morro da idade do ferro. Ali estava estacionada a II Augusta.
Seu fundador foi Sexto Júlio Frontino. Em 75, foi enviado à Britânia, onde sucedeu Quinto Petílio Cerial como governador da ilha. Ali, Frontino subjugou os siluros e outras tribos hostis de Gales. 